# Copiphana brunnea
Copiphana brunnea är en fjärilsart som beskrevs av Rothschild. Copiphana brunnea ingår i släktet Copiphana och familjen nattflyn. Inga underarter finns listade i Catalogue of Life.